# Paranormasight: The Seven Mysteries of Honjo
Paranormasight: The Seven Mysteries of Honjo (パラノマサイト FILE23 本所七不思議?) è un videogioco d'avventura del 2023 sviluppato e pubblicato da Square Enix per Microsoft Windows, Nintendo Switch, iOS e Android.

## Trama
Il videogioco è ambientato a Sumida, Tokyo, durante il periodo Shōwa.